# Mårten stenmästare

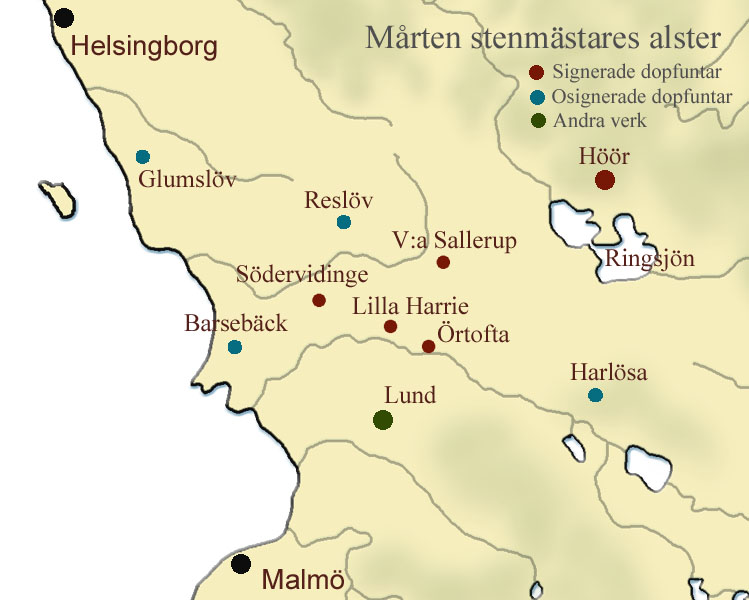
Mårten stenmästares bevarade verk. Helsingborg och Malmö utsatta som moderna orienteringspunkter.

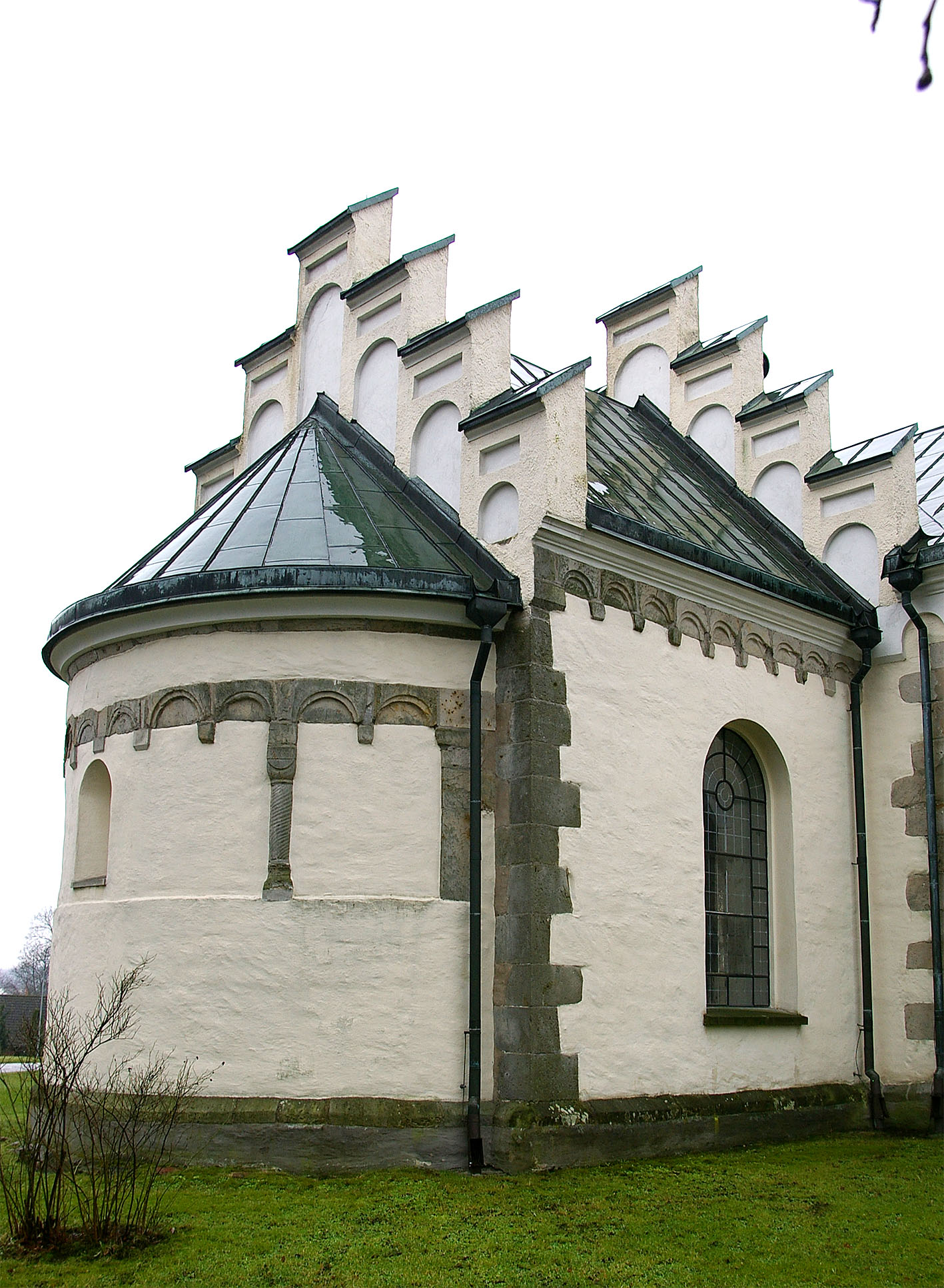
Höörs kyrka. Troligen har Mårten stenmästare varit kyrkans byggmästare.

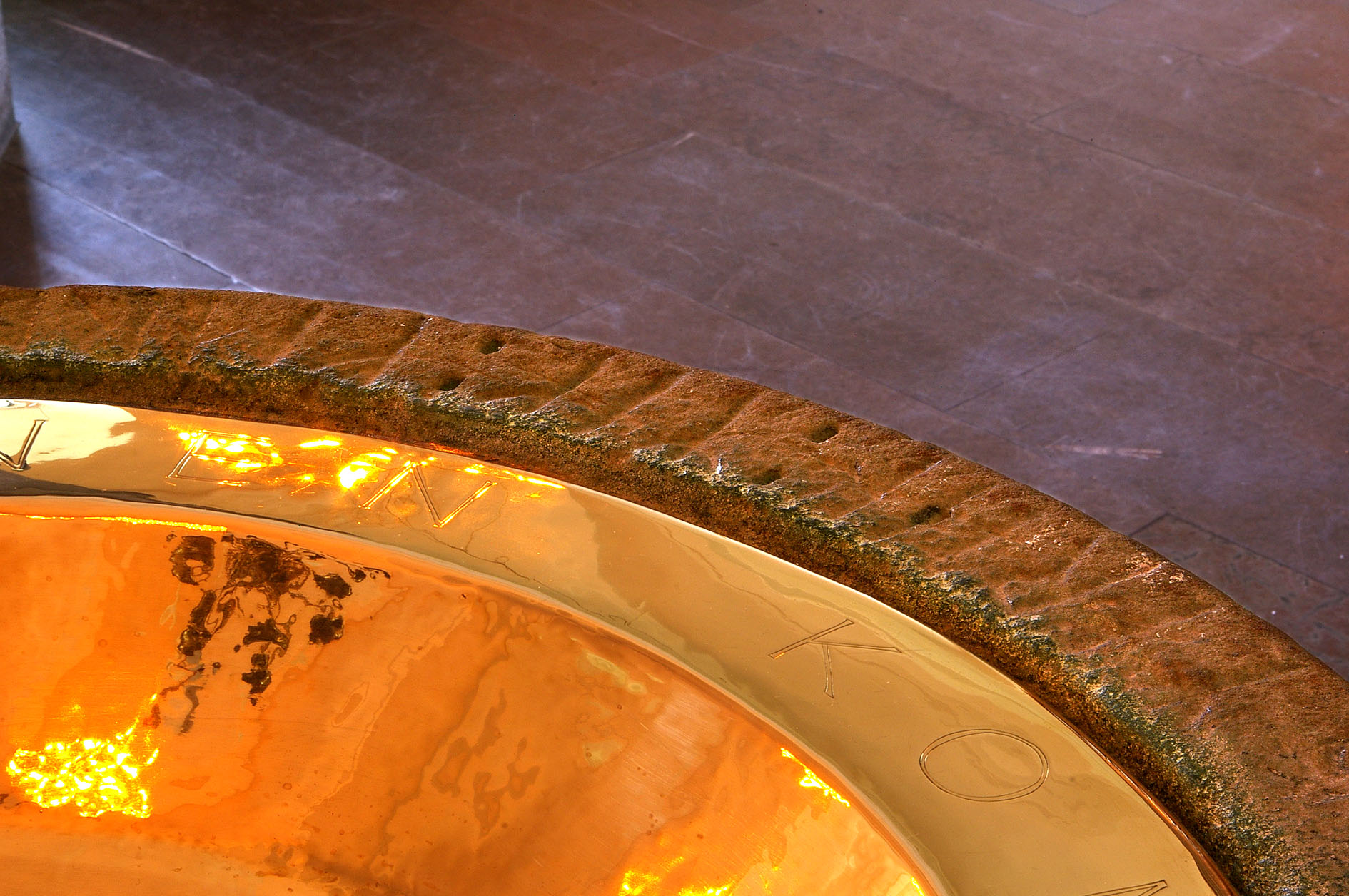
Mårten stenmästares signatur av dopfunten i runskrift.

Mårten stenmästare var en dansk-skånsk stenhuggare som arbetade fram till mitten av 1100-talet.
Mårten stenmästare har satt sitt namn på ett flertal av sina verk. Hans namn finns på dopfuntarna i Lilla Harrie, Höör, Västra Sallerup, Södervidinge och Örtofta. Samtliga dessa finns i ett område norr om Lund från Höör mitt i Skåne ut mot Öresund. Detta tillvägagångssätt sätter honom i en särklass bland de skånska stenhuggarmästarna. Visserligen har även Carl stenmästare och Tove stenmästare huggit in sina namn men endast på vardera ett konstverk.
Höördopfunten är i detta sammanhang speciell. Här har nämligen också Mårten stenmästare i en liten bild på dopfuntens cuppa avbildat sig själv. Bilden är fullständigt unik. Under medeltiden avbildade inte nordiska konstnärer sig själva. Höörs kyrka och dopfunten är samtida, tiden före mitten av 1100-talet. Detta kan tyda på att det var i Höör som Mårten stenmästare haft sin verkstad samt att han varit byggmästaren bakom Höörs första stenkyrka. På till exempel Höörfunten läses i runor "Martin mik giarde" Som Erik Cinthio påpekat kan Mårten med denna formulering, där det är funten som berättar för besökaren om upphovsmannen, "kanske i främsta rummet med de magiska runornas hjälp velat fästa en åkallan vid det icke minst för denna tid viktiga sakrala funktionsobjekt, som dopfunten utgjorde. ... Stenmästaren kan ha lagt något av sin själ i verket, för att det inför kommande släkten i förbindelse med dopets sakrament skulle minna om honom." 
På konsthistorisk väg kan helt säkert också en funt i Harlösa kyrka tillskrivas Mårtens produktion och dessutom funtarna i Reslöv, Glumslöv och Barsebäck. Som mästare för skulpturdetaljer som suttit inmurade i kyrkor kan Mårten stenmästare knytas till flera byggnader. I kyrkan i Höör finns ett lejontympanon av hans hand och i Västra Sallerup finns en skulptur av ett liggande lejon med byte. I Norra Svalövs kyrka finns ett lejon och ett lamm från hans troliga hand. I denna kyrka har han också arbetat med själva absidutformningen. 
Tidigare dateringar av Mårten stenmästare har ofta placerat honom efter mitten av 1100-talet upp mot 1170-talet. Konsthistorikern Johnny Roosval menade således att Mårten stenmästares verksamhet borde kunna förläggas till 1100-talets tredje fjärdedel. Otto Rydbeck underströk däremot att Mårten ska ses i kretsen av stenhuggare som arbetat med Lunds domkyrka. Lars Tynell delade uppfattningen att Mårten arbetat i Lund vilket framgår av de motivval som återfinnes i domkyrkan och på hans funtar. Speciellt gäller detta den akantuspalmett som är så karakteristisk för Mårten. Förebilder till denna har han fått genom domkyrkans akantusornamentik "och detta blir så mycket antagligare, när man ger akt på de liljor, som både i domkyrkan och på Mårtens funtar uppträda som fyllnadsornament under alldeles liknande förhållanden." Samtidigt understryker Thynell att akantuspalmetten på Mårtens verk uppvisar egna klara och särskiljande drag vilka har krävts för omställningen till den runda form som dopfuntarna representerar. Monica Rydbeck ansåg att Mårten stenmästare varit verksam vid domkyrkobygget fram till tidpunkten för korets invigning år 1145, varefter han lämnat kyrkostaden för att ha ägnat sig åt kyrkobyggande på landsbygden under århundradets tredje fjärdedel och in i den sista fjärdedelen.
Stora Hammars gamla kyrka är uppförd av den så kallade Oxiemästaren, en elev till Mårten stenmästare. Denna kyrka har nu genom årsringsdatering kunnat dateras till perioden 1151-1155. Detta visar att Mårten haft sin verksamhet före mitten av århundradet, troligtvis under 1130-1140-talen. 
Det faktum att Mårten stenmästare fått tillstånd att hugga in sitt personliga namn och bild på en dopfunt placerar honom högt i det dåtida samhällets status. Då Mårten stenmästare finns representerad i Lunds domkyrka är det frågan om han inte är en av de mera betydande männen bakom byggandet av kyrkan, vilken stod klar 1145.